# Alberto Pérez Lapastora
Alberto Pérez Lapastora (Sigüenza, Castella-La Manxa, 1950) és un cantant, compositor, guitarrista i editor discogràfic espanyol. La seva activitat comprèn, a més, la ràdio i el cinema.

## Biografia
Els seus inicis musicals es desenvoluparen en l'Escolania de la Sagrada Família (1956) i a la Rondalla Seguntina (1961), amb la qual pujà per primera vegada a un escenari i realitzà els seus primers viatges. Als 16 anys formà el conjunt pop "Som", per al qual compon les seves primeres cançons i enregistra la primera maqueta. Durant el servei militar, a Madrid (1968-1970), va prendre contacte amb músics guineans, en el que serà el seu primer experiment amb músiques no europees. Traslladat definitivament a Madrid (1972), cursa estudis de filologia a la Universitat Complutense (secció de lingüística) i al Conservatori (guitarra, harmonia i contrapunt). Durant aquests anys, viatja per diferents països d'Europa, on treballa com trobador i músic de teatre.
El 1981 forma "La Mandrágora", amb Joaquín Sabina i Javier Krahe, trio al qual aporta la seva faceta romàntica i sentit de l'espectacle, i amb el qual enregistrarà el disc del mateix nom que encara avui s'edita. El 1984 és convidat a col·laborar al programa de TVE "Si yo fuera presidente", per al qual crea un personatge inspirat en els vocalistes i crooners dels anys 40 i 50, i amb el qual interpreta una selecció de prop de 100 cançons cèlebres, oblidades fins a aquest moment. Forma l'Orquestra Alberto Pérez, la qual dirigirà durant 12 anys. A aquesta època pertany el seu disc "Amar y Vivir". El 1989 accepta la proposta de Radio 3 de dirigir i presentar un programa sobre la història i desenvolupament de la música afrocubana. D'allí sorgirà "Corazón Loco", espai que Alberto Pérez realitzava amb la guitarra a la mà i parlant amb els oients. El programa va finalitzar amb la clausura de la pròpia Ràdio 3, mai degudament explicada.
El 1997, Alberto Pérez i l'escriptora Carmen Martín Gaite funden el segell discogràfic "Avizor Records", amb l'objectiu de donar a conèixer a nous poetes i músics. El projecte es va finançar exclusivament amb els recitals que ells mateixos celebraven, i es va perllongar fins a la mort de Carmen, el 2000.
La trobada d'Alberto Pérez amb Chicho Sánchez Ferlosio -la relació d'amistat duraria 15 anys, fins a la mort d'aquest últim, el 2003-, va donar com a fruit una col·lecció de 20 cançons de ball, de diferents gèneres, a manera d'exercicis d'estil. Aquest treball els mantindria ocupats durant més de dos anys i quedaria recollit en els discos "Sobre la pista" (1990) i "Temps de ball" (1997), produïts i interpretats pel mateix Alberto Pérez i en els quals van participar músics de diverses generacions i procedències. Un altre dels projectes que Chicho i Alberto van realitzar en col·laboració va ser la composició de les cançons de la pel·lícula "Buenaventura Durruti, anarquista" (1999), en aquest cas interpretades per Chicho. El 1994, amb ocasió d'una gira d'Alberto Pérez pel Marroc, es van trobar i van arreglar i interpretar, exclusivament amb veu i vibràfon, un panorama de la història del bolero. La col·laboració va durar al voltant de dos anys, fins al retorn al seu país del vibrafonista veneçolà Alberto Vergara.
Després de la seva experiència amb el vibrafonista Alberto Vergara, Alberto Pérez es va dedicar a desenvolupar una nova tècnica de guitarra, per tal d'interpretar algunes de les seves cançons de ball en versió trobadoresca. Ho posarà en pràctica amb l'espectacle "Más allá de La Mandrágora" (1995), que el tornarà inesperadament als circuits de la cançó d'autor i que suposarà la fi de la seva activitat com a director d'orquestra.
El 2005 estrena l'espectacle "Alberto Pérez y su Orquesta Volátil", completament cantat a cappella, on ret homenatge al seu amic Chicho Sánchez Ferlosio. Aquesta proposta narratiu-musical, amb elements joglarescos, portarà Alberto Pérez als circuits teatrals.
Alberto Pérez ha dirigit i presentat diversos programes i seccions de ràdio, entre els quals destaquen "Corazón Loco" (RNE, 1989-90) i "A vivir, que son dos días" (SER, 1994-1995). També ha estat requerit per universitats i altres institucions acadèmiques com a conferenciant, en general sobre temes relacionats amb el bolero i la música d'Amèrica, i ha participat en cursos per a professionals sobre identificació de ritmes i gèneres. De les seves col·laboracions cinematogràfiques, una de les més populars ha estat la realitzada a "El viaje a ninguna parte", de Fernando Fernán Gómez (1986).

## Discografia
- “La Mandrágora”. CBS, 1981
- “Amar y Vivir”, Ariola, 1984
- “Sobre la pista”, BMG, 1990
- “Tiempo de baile”, Avizor Records, 1997